# Lijst van rassen uit Stargate
Dit is een lijst van rassen uit het sciencefictionfranchise Stargate.

## Mensen
De mensen uit Stargate zijn identiek aan de aardse mensen. Naast Aarde komen mensen ook op veel andere planeten voor. Dit is te wijten aan de Goa'uld, die vele eeuwen geleden Aarde bezochten en toen mensen meenamen voor slavenwerk op andere planeten. De nakomelingen van deze slaven bewonen sindsdien de planeten waar hun voorouders heen werden gebracht. Sommige rassen noemen de Aardse mensen ook wel de Tau'ri, wat betekent; "zij van de eerste wereld".

## Goa'uld rassen

### Goa'uld
Een parasitair ras dat ons gedeelte van het heelal, het Melkwegstelsel, domineerde tot ze verslagen werden door de Replicators. De Goa'uld zijn kleine, slangachtige wezens die een gastheer nodig hebben om in te overleven. De Goa'uld hecht zich aan de hersenstam van zijn gastheer, om zo de controle over het lichaam over te nemen. De Goa'uld zijn zeer machtsbelust en geven zich vaak uit voor goden.

### Tok'ra
De Tok'ra (letterlijk: 'tegen Ra') is een groep van opstandige Goa'uld rebellen die alle andere Goa'uld verachten en bevechten. De Tok'ra zijn goed bevriend met de mensen van Aarde, ook wel de Tau'ri genoemd. Ze worden niet graag Goa'uld genoemd.

### Systeemheren
De Systeemheren zijn de voornaamste leiders van de Goa'uld. Om een Systeemheer te worden is vereist dat een Goa'uld ten eerste ontzettend veel macht moet hebben en ten tweede veel planetenstelsel in zijn of haar macht moet hebben. Buiten het feit dat er duizenden Goa'uld zijn die in de Melkweg regeren, zijn er maar een handvol die zich Systeemheer mogen noemen. Dit wil nog niet zeggen dat zij alles voor het zeggen hebben. Het merendeel behoort toch nog tot de lagere regionen. Dit werd in seizoen 5 "Summit" uitgelegd.
Ra was zeer lange tijd de machtigste van allemaal en mocht met recht de titel van Supreme System Lord dragen totdat hij werd gedood door kolonel Jack O'Neill en Daniel Jackson, in de film Stargate uit 1994.
De Systeemheren vertrouwen elkaar bovendien amper en hebben onderling vaak vetes uit te vechten. De Tok'ra – een Goa'uld splintergroepering – proberen meestal de balans tussen de verschillende Goa'uld te handhaven om te voorkomen dat er een totale controle verkrijgt.

## De vier grote rassen
Ooit was er een alliantie tussen vier machtige rassen uit het universum.

### Asgard
Een ras van zeer geavanceerde buitenaardse wezens die de Aarde al vaak bezocht hebben vanuit hun eigen melkwegstelsel Ida. De Asgard doen zich tegenover primitieve culturen voor als goedaardige goden. Deze zijn geïnspireerd op de Noorse mythologie. De Asgard waren allemaal klonen.
Aan het eind van seizoen 10 maken ze zelf een eind aan hun bestaan, omdat zij er niet in waren geslaagd om het proces van genetische degradatie, veroorzaakt door het klonen, te stoppen. Ze lieten al hun kennis na aan de Tau'ri.

### Ouden (Ancients) of Alteranen
De bouwers van het complete Stargate-netwerk. De Ancients hebben al zeer lang geleden ons gedeelte van de Melkweg verlaten.
De Alteranen waren een technologisch geavanceerd menselijk ras dat ooit Atlantis bewoonde. Het waren zoals de mensen op Aarde nu, in de eerste plaats verkenners. De Alteranen, geavanceerd als ze waren, raakten verwikkeld in een strijd met "the Wraith". Om hun verlies te beperken besloten ze Atlantis te verlaten en te emigreren naar de planeet Aarde, waar ze de rest van hun leven uitleefde, in afzondering of door inmenging met de lokale bevolking.
Dat is ook de reden dat bepaalde mensen vandaag de dag het ATA-gen, een specifiek gen eigen aan de Alteranen, bezitten en zodoende ook Alteraanse technologie kunnen gebruiken.

### De Nox
Een op het eerste gezicht primitief maar vriendelijk ras. De Nox echter hebben zeer geavanceerde technologie ontwikkeld. Ze kunnen doden weer tot leven wekken en beschikken over onzichtbaarheidtechnologie. Ze zijn pacifistisch en om conflicten te ontlopen of tegen te houden, gebruiken zij hun onzichtbaarheidstechnologie. Deze technologie gebruiken zij ook om wezens op hun thuisplaneet te beschermen tegen indringers.

### De Furlings
Over de Furlings is weinig bekend. Er is nooit een Furling vertoond. Slechts af en toe wordt technologie gevonden waarvan vermoed wordt dat deze van de Furlings afkomstig is. Deze technologie wordt gepresenteerd in een Azteeks en Mayaanse thema.
In de aflevering "The Fifth Race" zei een Asgard, dat de Tau'ri (mensen van de aarde) het vijfde ras zouden kunnen worden.
In de allerlaatste episode van SG-1 is de mensheid volgens de Asgard, eindelijk, het vijfde ras in de geschiedenis geworden.
In jubileumaflevering "200" (seizoen 10 episode 6) worden de Furlings afgebeeld als wollige beertjes, mogelijk naar aanleiding van de speculaties van Jack O'Neill dat het weleens schattige en knuffelbare wezens zouden kunnen zijn. Deze gebeurtenissen zijn echter gebaseerd op een script voor een fictieve film naar de fictieve televisieserie Wormhole X-Treme!.

## Buitenaardse rassen uit de melkweg

### Altairian
Een ras wiens thuiswereld werd vergiftigd, waardoor ze gedwongen werden in een ondergrondse stad te gaan wonen. Ze kunnen synthetische androïdekopieën maken van zichzelf en hun bewustzijn hierin overbrengen. Harlan is de laatste bekende overlevende van dit ras.

### Aschen
Een hoogontwikkeld, op mensen gelijkend ras (maar geen mensen), dat slinkse methoden gebruikt om anderen te onderwerpen.

### Enkarans
Op mensen gelijkend ras dat echter zeer gevoelig is aan atmosferische omstandigheden. Om die reden kunnen ze slechts op een paar planeten overleven.

### Gadmeer
Een ras dat uitgestorven is. Voordat dit gebeurde hebben ze een enorm rekolonisatieschip gebouwd. Ze zijn gebaseerd op zwavel in plaats van koolstof. De Enkarans dreigen uit te sterven omdat de Gadmeer de planeet waarop ze leven aan het transformeren zijn.

### Jaffa
Een ras gelijk aan mensen. Ze zijn de nakomelingen van menselijke slaven die door de Goa'uld naar een andere planeet werden gebracht. Ze zijn door de Goa'uld genetisch aangepast om hun immuunsysteem te onderdrukken, zodat ze na een bepaalde leeftijd enkel nog kunnen leven met een Goa'uld-symbiont.

### Kull warriors
Genetisch gemodificeerde wezens die door de Goa'uld Anubis werden gebruikt voor zijn leger. Hun kostuums kunnen de meeste wapens weerstaan, en ze kunnen zelf enkel denken aan vechten.

### Oannes
Ras van geavanceerde amfibiewezens. Het is niet duidelijk hoeveel van hun soort er op dit ogenblik nog in leven zijn.

### Oranians
Een buitenaards ras waarover maar weinig bekend is. Ze hebben goudkleurige ogen.

### Reetou
Een niet menselijk ras wiens moleculen 180 graden buiten onze realiteit bestaan. Derhalve zijn ze onzichtbaar voor het menselijk oog. Fysiek contact is met hen maar gedeeltelijk mogelijk. Ze hebben een spinachtig onderlichaam en een insectachtig bovenlichaam.
De Goa'uld zagen de Reetou als een bedreiging daar zij onzichtbaar zijn. Ook kunnen de Reetou intense pijn veroorzaken in een Goa'uld-symbioot.
Reetou willen de mensheid uitroeien om zo de Goa'uld van potentiële gastheren te ontdoen.

### Reol
Ras dat een chemische stof afscheid waardoor iedereen die ermee in contact komt denkt dat het gaat om iemand van zijn/haar eigen soort. Dit gaat tevens gepaard met het achterlaten van valse herinneringen.

### Serrakin
Een ras dat de menselijke hebridans hielp bevrijden van een Goa'uld duizenden jaren geleden. Ze brachten ook een grote hoeveelheid geavanceerde technologie met zich mee, waarmee de hebridans een van de meest geavanceerde rassen in het universum werd.

### Unas
Een reptielachtig ras dat geëvolueerd is op dezelfde planeet als de Goa'uld symbioten.
Functioneerde als eerste gastheer voor de Goa'uld, voor ze op mensen overstapten.
Unassen zijn zeer sterk en taai vergeleken met mensen en Jaffa. Ze beschikken over een primitieve vorm van intelligentie, ze zijn in staat tot het vervaardigen van primitieve handwerktuigen, kleding en sieraden, beschikken over een vorm van spraak en maken muurschilderingen en tribale tekens. Wilde Unas (niet geïnfecteerd met een Goa'uld) vormen vaak tribale samenlevingen. Ze begrijpen de wereld om zich heen en kennen vormen van spiritualiteit en diplomatie.
Hun ontwikkeling is echter nog op het niveau van de holenmens.

## Buitenaardse rassen uit de Pegasus melkweg

### Asurans
Het tweede “kwaadaardige” ras uit de Pegasusmelkweg. Ze zijn een kunstmatige levensvorm gelijk aan de replicators. Ze begonnen als microscopische robots gemaakt door de Ancients om de Wraith aan te vallen, maar ontwikkelden zich tot grotere wezens. Deze grotere wezens vormden zich naar hun scheppers, de Ancients.

### Wraith
De dominante soort in de pegasusmelkweg. Zij verdreven in het jaar 8000 voor Christus de Ancients uit de Pegasusmelkweg. De Wraith zijn de primaire antagonisten in de serie Stargate Atlantis. Ze beheersen duizenden werelden bevolkt door mensen, die zij als voedselbron gebruiken en eens in de zoveel tijd "oogsten".

## Overige rassen

### De Ori
Net als de Ancients een hogere bestaansvorm met geavanceerde kennis, maar qua morele waarden en doelen hun tegenpool. De Ori waren namelijk zeer religieus. Momenteel komen ze terug naar de Melkweg om de Ancients te verdrijven. De Ori halen hun kracht uit het geloof van hun volgelingen, die ze "verlichting" beloven maar natuurlijk nooit geven. De Ori zijn uiteindelijk vernietigt met de Sangraal, een anti-Ori wapen die gemaakt is door de Ancient Merlin.

### Replicators
Een "ras" van robots met maar een doel, namelijk zichzelf vermenigvuldigen.
Hiervoor pakken en gebruiken ze alle materialen en kennis die zij kunnen vinden op hun pad.
Alles wat zij weten en meemaken, wordt gedeeld door alle andere Replicators.